# Хаттак, Первез
Первез Хаттак (англ. Pervez Khattak) — государственный и политический деятель Пакистана. С 2013 по 2018 год занимал должность главного министра провинции Хайбер-Пахтунхва. С 20 августа 2018 по 10 апреля 2022 года занимал пост министра обороны страны.

## Биография
Родился 1 января 1950 года в деревне Манки-Шариф, Британская Индия. Получил высшее образование в учебных заведениях Лахора и Равалпинди. В 1983 году занялся политической деятельностью: пять раз избирался на парламентских выборах в качестве депутата в Провинциальную ассамблею Хайбер-Пахтунхвы от Пакистанской народной партии. Занимал должность министра ирригации Хайбер-Пахтунхвы.
15 декабря 2011 года присоединился к партии Техрик-е-Инсаф, которую возглавляет бывший игрок в крикет Имран Хан. В этом же году Первез Хаттак ушёл в отставку с должности министра ирригации Хайбер-Пахтунхвы в знак протеста против коррупции в этой провинции. 31 мая 2013 года был избран главным министром провинции Хайбер-Пахтунхва. 
Женат, имеет 5 детей (трое сыновей и две дочери).